# La Pola Siero
Pola de Siero és una parròquia i capital administrativa del conceyu asturià de Siero. El 2015 tenia 12.615 habitants. constituint la localitat més poblada del consell i la setena asturiana.
Pola de Siero està situada en el centre del principat i a l'àrea metropolitana asturiana, coneguda com a Ciudad Astur amb més de 800.00 habitants. Envoltada d'importants comunicacions com l'autovia A-64 que la comunica amb Oviedo (a 15 km). A més a més està molt a prop de tots el polígons industrials del centre d'Astúries. També passa pel seu perímetre l'AS-1 (Autovia minera) que la comunica amb Xixón (a 16 km), i con les comarques del Nalón i del Caudal.
Per tot això, Pola de Siero s'està convertint en una vila en auge, no obstant es preveu duplicar la seua població en el propers anys amb la creació de 6.000 habitatges prevists, alguns d'ells ja en marxa. Tot açò la converteix en una de les poques zones d'Astúries que segueix creixent demogràficament, malgrat la dràstica caiguda de la natalitat asturiana.

## Festes
Entre les festivitats destaquen les del Carmín (dilluns següent a la festivitat de la Mare de Déu del Carme), Comadres (dijous previ al dimecres de cendra) i Huevos Pintos (dimarts següent al Diumenge de Pasqua). A més a més, el cap de setmana del Diumenge de Rams se celebra un mercat tradicional.